# Nowopokrowskoje (Kraj Krasnodarski)
Nowopokrowskoje (ros. Новопокровское) – wieś w Rosji, w Kraju Krasnodarskim, w rejonie krymskim. W 2010 liczyła 188 mieszkańców.